# Macrotrachela plicata
Macrotrachela plicata is een raderdiertjessoort uit de familie Philodinidae. De wetenschappelijke naam van deze soort is voor het eerst geldig gepubliceerd in 1892 door Bryce.